# استیل دی.آر.ئی.
«استیل دی.آر.ئی.» (به انگلیسی: Still D.R.E.) تک‌آهنگی از هنرمند اهل ایالات متحده آمریکا دکتر دره همراه با اسنوپ داگ است که در سال ۱۹۹۹ میلادی منتشر شد. این تک‌آهنگ در آلبوم ۲۰۰۱ قرار داشت.
این آهنگ در چارت رسمی تک‌آهنگ‌ها در ایتالیا، در رتبه نخست قرار گرفت.